# 2429 Schürer
2429 Schürer è un asteroide della fascia principale. Scoperto nel 1977, presenta un'orbita caratterizzata da un semiasse maggiore pari a 2,5718689 UA e da un'eccentricità di 0,1020853, inclinata di 15,04381° rispetto all'eclittica.